# Rheotanytarsus aphelus
Rheotanytarsus aphelus är en tvåvingeart som beskrevs av Wang och Guo 2004. Rheotanytarsus aphelus ingår i släktet Rheotanytarsus och familjen fjädermyggor. Inga underarter finns listade i Catalogue of Life.